# Bluffs
Bluffs és una població dels Estats Units a l'estat d'Illinois. Segons el cens del 2000 tenia 748 habitants.

## Demografia
Segons el cens del 2000, Bluffs tenia 748 habitants, 307 habitatges, i 210 famílies. La densitat de població era de 283,1 habitants/km².
Dels 307 habitatges en un 36,2% hi vivien nens de menys de 18 anys, en un 52,4% hi vivien parelles casades, en un 12,1% dones solteres, i en un 31,3% no eren unitats familiars. En el 28,7% dels habitatges hi vivien persones soles el 16,6% de les quals corresponia a persones de 65 anys o més que vivien soles. El nombre mitjà de persones vivint en cada habitatge era de 2,44 i el nombre mitjà de persones que vivien en cada família era de 2,97.
Per edats la població es repartia de la següent manera: un 27,1% tenia menys de 18 anys, un 10% entre 18 i 24, un 26,5% entre 25 i 44, un 21,5% de 45 a 60 i un 14,8% 65 anys o més.
L'edat mediana era de 36 anys. Per cada 100 dones de 18 o més anys hi havia 81,7 homes.
La renda mediana per habitatge era de 34.531 $ i la renda mediana per família de 41.875 $. Els homes tenien una renda mediana de 36.354 $ mentre que les dones 22.188 $. La renda per capita de la població era de 16.705 $. Aproximadament el 6,7% de les famílies i l'11,8% de la població estaven per davall del llindar de pobresa.

## Poblacions més properes
El següent diagrama mostra les poblacions més properes.